# Viktor Pogačnik
Viktor Pogačnik (Đurđevac, 1874. – Đurđevac, 1945.), hrvatski političar, povjerenik za socijalnu politiku u vladi Bosne i Hercegovine u Austro-Ugarskoj, ministar u Kraljevini Jugoslaviji

## Životopis
Rodio se je u Đurđevcu. U Zagrebu i Požezi je pohađao gimnaziju. 1890-ih je studirao i diplomirao 1899. klasičnu filologiju na zagrebačkom Filozofskom fakultetu. Godinu je dana potom radio u Gornjogradskoj velikoj gimnaziji i poslije toga je otišao u Mostar gdje je radio u gimnaziji do 1908. godine. Potom je otišao u Sarajevu gdje je bio upraviteljem Više djevojačke škole. Od 1911. je upraviteljem Muške učiteljske škole. Od 1913. do 1915. godine bio je inspektor škola u Bosni i Hercegovini. Ratne 1916. radio je kao povjerenik za socijalnu politiku u vladi Bosne i Hercegovine.
1917. i 1918. pomagao u spašavanja gladne hercegovačke djece.
U novoj državi je nakon izbora 1921. umirovljen prije nego što je bilo stvarno vrijeme za otići u mirovinu. Nakon toga vratio se je u rodni grad. Politički je aktivan i dalje. Kao član HSS-a kandidirao se je na izborima siječnja 1927. i bio je izabran u Skupštinu osječke oblasti, zajedno s Franjom Novakovićem iz Molva, Valentom Milekom iz Virja, Franjom Torbašinovićem iz Kloštra i Milanom Šohingerom iz Pitomače.
1929. je godine bio zastupnik za skupštinu osječke oblasti, gdje je đurđevački kotar potpadao prije 1929. godine. Uspostavom diktature opredijelio se za za kraljev režim i prihvatili stanje u državi, prativši put uglednog HSS-ovca Tome Jalžabetića, zajedno s Josipom Snagićem, odvjetnikom i javnim bilježnikom u Đurđevcu, s kojim je osobno sudjelovao u nekoliko poklonstvenih izaslanstava.
Na izborima za Narodnu skupštinu 8. studenoga 1931. bio je čelnik đurđevačke skupine vladine liste. Uz odaziv od manje od 50% glasaća, izabran je za narodnog zastupnika.
1932. spominje se kao nalogodavac osnivanja ogranaka Jugoslavenske radikalne seljačke demokracije (JRSD) u đurđevačkom kotaru. 29. siječnja 1931. imenovan je za ministra šuma i rudnika. Branio je na govorima rad diktaturske Vlade Kraljevine Jugoslavije i osuđivao postupke ustaške emigracije
zbog raspačavanja raznih letaka i širenja glasina. Studenoga 1931. ubijen je nesuđeni atentator na Pogačnika i Tomu Jalžabetića Ivan Domitrović, brat emigranta Ignaca Domitrovića.
1934. bio je predsjednik organizacije JNS-a đurđevačkog kotara, gdje je radio na osnivanjima ogranaka. 31. ožujka 1934. godine umirovljen je i otad ga se sve manje čuje u radu njegove stranke. Poslije 1935. nema ga na političkoj pozornici. Umro je u Đurđevcu 1945. godine.

## Radovi o Pogačniku
- Mira Kolar-Dimitrijević: Život i rad profesora Viktora Pogačnika, Podravski zbornik, Koprivnica : Muzej grada Koprivnice, 1991. sStr. 131-145